# Wiktor Iwanowitsch Warlamow
Wiktor Iwanowitsch Warlamow (russisch Виктор Иванович Варламов, wiss. Transliteration Viktor Ivanovič Varlamov; * 28. April 1948 in Petropawl) ist ein ehemaliger sowjetischer Eisschnellläufer.

## Werdegang
Warlamow, der für den Burevestnik Ufa startete, wurde bei der Mehrkampfweltmeisterschaft 1975 in Oslo Neunter und bei der Mehrkampfeuropameisterschaft 1975 in Heerenveen Achter im Großen Vierkampf. Bei der sowjetischen Mehrkampfmeisterschaft 1975 in Almaty lief er mit einer Zeit von 14:52,73 Minuten einen neuen Weltrekord über 10.000 m und hielt diesen bis zum 25. Januar 1976. In der Saison 1975/76 lief er bei der Mehrkampfweltmeisterschaft 1976 in Heerenveen auf den  11. Platz und bei der Mehrkampfeuropameisterschaft 1976 in Oslo auf den sechsten Rang im Großen Vierkampf. Beim Saisonhöhepunkt, den Olympischen Winterspielen 1976 in Innsbruck, errang er über 5000 m und 10.000 m jeweils den vierten Platz. Nach der Saison 1976/77 beendete er seine Karriere.

## Erfolge

### Olympische Spiele
- 1976 Innsbruck: 4. Platz 5000 m, 4. Platz 10.000 m

### Mehrkampf-Weltmeisterschaften
- 1975 Oslo: 9. Platz Großer Vierkampf
- 1976 Heerenveen: 11. Platz Großer Vierkampf

### Mehrkampf-Europameisterschaften
- 1975 Heerenveen: 8. Platz Großer Vierkampf
- 1976 Oslo: 6. Platz Großer Vierkampf

## Persönliche Bestzeiten
| Disziplin | Zeit         | Datum            | Ort    |
| --------- | ------------ | ---------------- | ------ |
| 500 m     | 40,56 s      | 20. März 1976    | Almaty |
| 1000 m    | 1:19,84 min  | 12. März 1977    | Almaty |
| 1500 m    | 2:00,54 min  | 21. März 1976    | Almaty |
| 3000 m    | 4:16,59 min  | 21. Februar 1976 | Inzell |
| 5000 m    | 7:11,18 min  | 24. März 1975    | Almaty |
| 10.000 m  | 14:43,37 min | 3. April 1977    | Almaty |